# Bistum Gurué

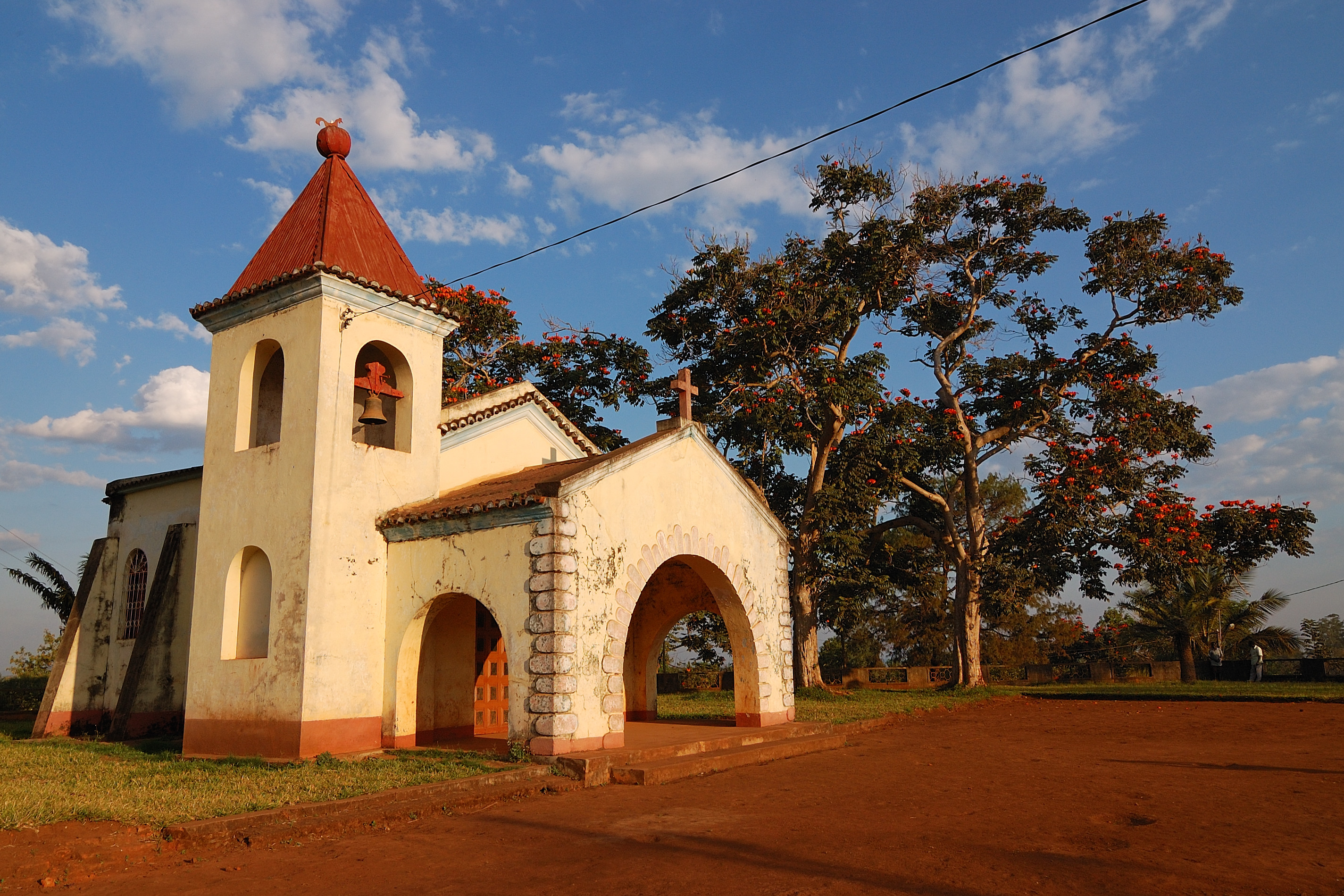
Kapelle in Gurué (2009)

Das Bistum Gurué (lat.: Dioecesis Guruensis) ist eine in Mosambik gelegene römisch-katholische Diözese mit Sitz in Gurué.

## Geschichte
Das Bistum Gurué wurde am 6. Dezember 1993 durch Papst Johannes Paul II. mit der Apostolischen Konstitution Enixam suscipientes aus Gebietsabtretungen des Bistums Quelimane errichtet und dem Erzbistum Beira als Suffraganbistum unterstellt.
Am 23. Januar 2025 gab das Bistum Gurué mehr als die Hälfte seines Territoriums zur Errichtung des Bistums Alto Molócuè ab.

## Bischöfe von Gurué
- Manuel Chuanguira Machado, 1993–2009
- Francisco Lerma Martínez IMC, 2010–2019
- Inácio Lucas Mwita, seit 2021